# Phrosinella nigripunctata
Phrosinella nigripunctata är en tvåvingeart som beskrevs av Boris Borisovitsch Rohdendorf 1971. Phrosinella nigripunctata ingår i släktet Phrosinella och familjen köttflugor.
Artens utbredningsområde är Mongoliet. Inga underarter finns listade i Catalogue of Life.